# KolourPaint
KolourPaint és l un editor de gràfics lliure de KDE, semblant a les versions anteriors del Microsoft Paint, però amb més suport per als efectes de transparència.
El seu objectiu és ser fàcil d'entendre, proporcionant un nivell de funcionalitat dirigit cap a l'usuari mitjà.

## Característiques
KolourPaint està dissenyat per a les tasques diàries com ara:
- Pot dibuixar gràfics i diagrames.
- Apte per l'entrada per tauleta gràfica.[2]
- Manipulació d'imatges - imatges d'edició i fotografies, aplicar efectes
- Edició d'icones- Permet dibuixar logotips amb efectes de transparència

Des de la versió 3.3 de KDE, KolourPaint reemplaça KPaint com l'aplicació d'edició de gràfics per defecte. S'inclou com a part del paquet kdegraphics.
KolourPaint pot ser executat també en altres entorns d'escriptori de KDE, com ara Xfce o GNOME, així com en gestors de finestres com Fluxbox. Els paquets de requisits previs es poden instal·lar de forma automàtica. No obstant això, els informes d'error només es poden presentar en l'entorn KDE.
KolourPaint té un port de Microsoft Windows com a part de la Iniciativa del KDE a Windows.